# Mordellistena semirufa
Mordellistena semirufa là một loài bọ cánh cứng trong họ Mordellidae. Loài này được Maeklin miêu tả khoa học năm 1875.